# Стабло одлучивања
Стабло одлучивања је алат за подршку одлука који користи графикон у облику стабла или модел одлука и њихових могућих последица, укључујући и шансу исхода догађаја, трошкове ресурса и корисности. То је један начин да се прикаже алгоритам.
Стабла одлучивања су се обично користила у операционим истраживањима, посебно у анализи одлуке, да помогну у идентификовању стратегије којом ће се највероватније постићи циљ.

## Преглед
Стабло одлучивања је дијаграм налик структури у којој је сваки унутрашњи чвор представља "тест" на атрибут (нпр. да ли се на флип новчићу појави глава или писмо), свака грана представља исход теста и сваки лист чвор представља класу ознаке (одлука донета после рачунања свих атрибута). Стазе од корена до листа представљају правила класификације.
У анализи одлучивања стабло одлучивања и блиско повезани дијаграм утицаја се користе као визуелно и аналитичко оруђе за подршку одлучивања, где су израчунате очекиване вредности (или очекиване корисности) од конкурентских алтернатива.
Стабло одлучивања се састоји од 3 врсте чворова:
1. Чворови одлучивања - често представљени квадратима
2. Чворови промена - представљени круговима
3. Чворови крајева - представљени троугловима

Стабла одлучивања се обично користе у операционим истраживањима, посебно у анализи одлуке, да помогну у идентификовању стратегије која ће највероватније довести до остваривања циља. Ако се у пракси одлуке морају узети на мрежи без опозива под непотпуним знањем, стабло одлучивања се треба поставити паралелно са моделом вероватноће као најбољи избор модела или онлајн избор модела алгоритма. Друга употреба стабла одлучивања је као описно средство за обрачун условне вероватноће.
Стабло одлучивања, дијаграми утицаја, корисне функције, и друге алатке за анализу одлука и методе подучавају студенте у школама пословања, здравствене економије, и јавног здравља, и то су примери истраживања или научним управљачким метода.

## Стабло одлучивања градивних блокова

### Елементи стабла одлучивања
Нацртано слева надесно, стабло одлучивања има само експлозивне чворове (резачи стазе), али не потонуле чворове (спајаче стаза). Дакле, користећи их ручно, они могу да порасту веома велики и онда их је често тешко нацртати руком. Традиционално, стабла одлучивања су ручно направљена - као што пример показује - упркос повећавању, специјализовани софтвер је запослен.

### Правила одлучивања
Дрво одлучивања може бити линеаризовано у правила одлучивања, где је исход садржај листа чвора, и услови дуж стазе формирају конјункцију у ако клаузули. У принципу, правила имају облик:
ако услов1 и услов2 и услов3 онда исход.
Правила одлучивања се могу генерисати изградњом правила сарадње са циљном променљивом на десној страни.

### Стабло одлучивања користећи симболе дијаграма
Обично је стабло одлучивања нацртано коришћењем симбола дијаграма зато што је то многима лакше за читање и разумевање.

### Пример анализе
Анализа може узети у обзир доносиоце одлуке (нпр. компанију) предност или функција корисности, на пример:
Основна интерпретација у овој ситуацији је да је компанија преферира ризик и исплате у односу на реалне приоритетне ризике коефицијента Б (више од $ 400К-у том распону од аверзије према ризику, компанија би требало да моделира трећу стратегију, "Ни А ни Б") .

### Дијаграм утицаја
Много информација у стаблу одлучивања може се представити више компактно као дијаграм утицаја, усмеравајући пажњу на проблеме и односе између догађаја.
Квадрат представља одлуке, овали представљају акцију, а дијамант представља резултате.

## Предности и мане
Алати за подршку одлука, стабла одлучивања (и дијаграми утицаја) имају неколико предности. Стабла одлучивања:
- Је једноставно схватити и тумачити.  Људи су у стању да разумеју моделе стабла одлучивања после кратког објашњења.
- Имају вредност чак и са малим чврстим подацима. Важни увиди могу да се генеришу на основу експерата описивања ситуација (његове алтернативе, вероватноће и трошкове) и њихове преференце исхода.
- Дозвољавају додавање нових могућих сценарија
- Помажу при утврђивању најгорих, најбољих и очекиваних вредности за различите сценарије.
- Користе модел беле кутије. Ако је добијени резултат обезбеђен од стране модела.
- Могу се комбиновати са другим техникама одлучивања.

Мане стабала одлучивања:
- За податке који укључују категоричке променљиве са различитим бројем нивоа, информације добијене из стабала одлучивања су пристрасне у корист тих атрибута са више нивоа.[2]
- Прорачуни могу постати веома комплексни нарочито ако су многе вредности непоуздане  и / или ако је много исхода повезано.